# Miguel Topete
El coronel Miguel Topete fue un militar mexicano. Nació el 11 de noviembre de 1846 en Ameca, Jalisco. Militó en el Ejército del Centro con el grado de capitán durante toda la campaña de la Segunda Intervención Francesa en México. Fue herido en la Batalla de las Lomas de San Lorenzo, por lo que se retiró algún tiempo del ejército. Con motivo del Plan de La Noria, Topete se sublevó a favor de Porfirio Díaz, amnistiándose a la muerte de Benito Juárez.
Durante el gobierno de Filomeno Bravo, fue Prefecto político de Colima. Fue diputado al Congreso de la Unión por uno de los distritos del Estado, cargo que ocupó hasta su muerte ocurrida el  15 de noviembre de 1875, cuando tenía apenas 28 años de edad.